# Agarista agricola
Agarista agricola (tên tiếng Anh: Joseph's Coat Moth) là một medium sized moth thuộc họ Noctuidae được tìm thấy ở Úc.

## Hình ảnh

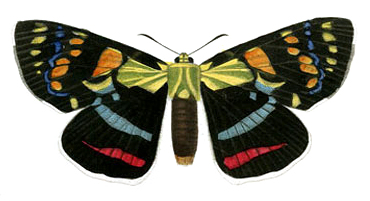
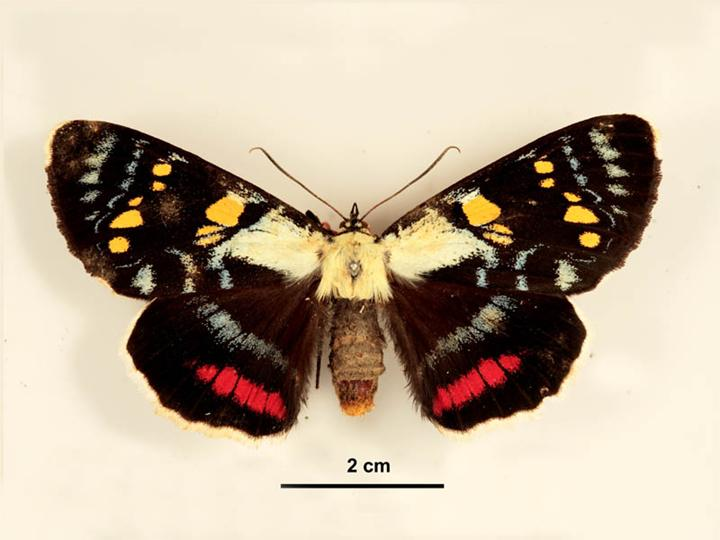
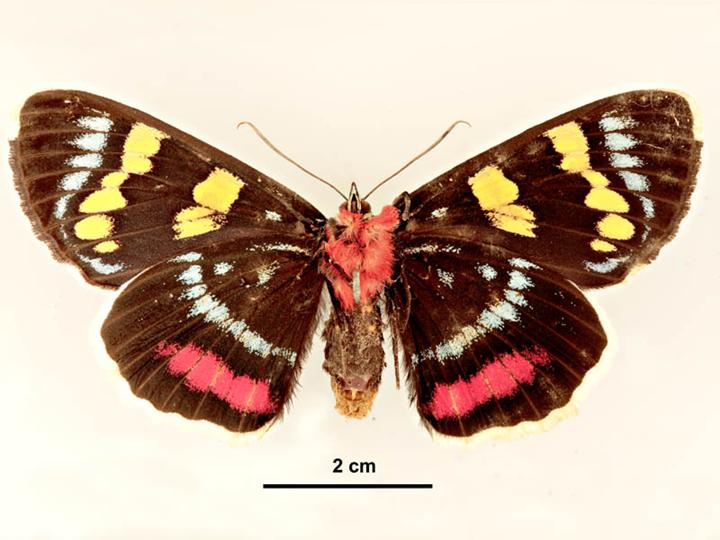
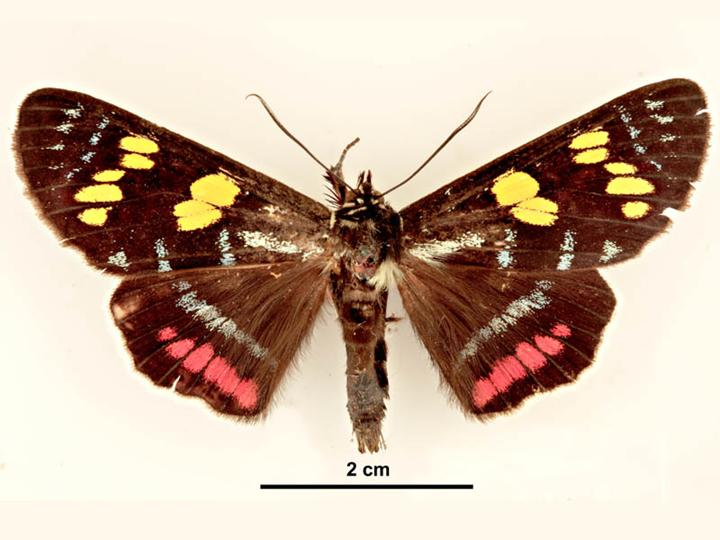